# Ricardo Bada
Ricardo Bada (1939-2025) fue un periodista, autor y crítico español.  Nacido en Huelva en 1939, ha residido en Colonia desde 1963 salvo un par de años que habitó en Buenos Aires.
Estudió el bachillerato en el colegio San Ramón, en Huelva, y estudió leyes en Sevilla.  Trabajó en Deutsche Welle de 1965 a 1999.
Fue presentador de La Voz de Alemania, de la cual era consuetudinario en Buenos Días América (diario) y De nuestro archivo (sabatino).  Incitó a Julio Cortázar a escribir su única obra de ficción para la radio: Adiós Robinson, para la Deutsche Welle.
En 1978 editó en la revista Akzente un número monográfico sobre la literatura española del momento y en 1981 una antología de la literatura española publicada a partir de 1960, bajo el título Ein Schiff aus Wasser; ambas obras en coautoría con Felipe Boso.  En 1981 fue nombrado, junto con Boso, Caballero de la Orden de Isabel la Católica.
En 2011, Mauricio Patiño hizo el montaje de Kumpel, basado en el entonces inédito cuento La Bufanda de Cambridge de Bada (el libro fue publicado en 2018).
Falleció en Colonia el día 8 de febrero de 2025. 

## Autor
La biblioteca de Huelva y El Espectador listan la obra de Bada.
La generación del 39 (cuentos), (Nueva York; Mensaje, 1972)

Lorelei-Express (radioteatro), (Hilversum, Países Bajos, 1978)

GBZ contra E (radioteatro), (Colonia, Alemania, 1979)

Kabarett para tiempos de krisis (espectáculo teatral), (Madrid, 1984)

Jakob y el otro (radioteatro sobre un cuento de Juan Carlos Onetti), (Colonia, Alemania 1981)

Basura cuidadosamente seleccionada (poesía), (Huelva : Diputación Provincial, 1994)

Amos y perros (Huelva: Fundación el Monte, 1997)

Me queda la palabra (ensayos) ISBN 8481631655 (Huelva : Diputación Provincial, 1998)

Los mejores fandangos de la lengua castellana (parodias) (Madrid : Ave del Paraíso, 2000)

La serenata de Altisidora (libreto de ópera, música de David Graham), (Camagüey, Cuba 2000)

Cuaderno de Bitácora (diario de un viaje), (Madrid, 2003)

Límeri de Bueno Saire (versos nonsense, Río de Janeiro 2011)

La bufanda de Cambridge, ISBN 978-958-56523-1-6, (cuentos, Bogotá 2018)

El Canto XXV (novela breve, Copenhague 2018)